# Яр-Салинське сільське поселення
Яр-Сали́нське сільське поселення (рос. Яр-Салинское сельское поселение) — сільське поселення у складі Ямальського району Ямало-Ненецького автономного округу Тюменської області Росії.
Адміністративний центр — село Яр-Сале.
Населення сільського поселення становить 7413 осіб (2017; 6928 у 2010, 5276 у 2002).
Станом на 2002 рік існувала Яр-Салинська сільська рада (села Порсияха, Яр-Сале, присілок Сунейсале), пізніше село Просияха опинилось на міжселенній території.

## Склад
До складу сільського поселення входять:
| Населений пункт    | Населення, осіб (2002) | Населення, осіб (2010) |
| ------------------ | ---------------------- | ---------------------- |
| Сюнай-Сале, селище | 404                    | 442                    |
| Яр-Сале, село      | 4872                   | 6486                   |